# Divisione di Bradfield
La divisione di Bradfield è una divisione elettorale australiana nello stato del Nuovo Galles del Sud. La divisione fu nominata nel 1949 e dedicata all'ingegnere John Bradfield, il progettista del Sydney Harbour Bridge. È localizzata nella zona settentrionale di Sydney, è sempre stata un seggio sicuro per i liberali. Il suo primo deputato fu Billy Hughes, un ex primo ministro dell'Australia e ultimo deputato in servizio degli originali membri del primo parlamento. Il deputato attuale è Paul Fletcher, promosso in un'elezione straordinaria volta a rimpiazzare Brendan Nelson, ex leader dell'opposizione.

## Deputati
| Deputato       | Deputato     | Partito  | Periodo   |
| -------------- | ------------ | -------- | --------- |
|                | Billy Hughes | Liberale | 1949–1952 |
| Harry Turner   | 1952–1974    | Liberale |           |
| David Connolly | 1974–1996    | Liberale |           |
| Brendan Nelson | 1996–2009    | Liberale |           |
| Paul Fletcher  | 2009–attuale | Liberale |           |